# Thelocactus conothelos subsp. garciae
Thelocactus conothelos subsp. garciae ist eine Unterart der Pflanzenart Thelocactus conothelos in der Gattung Thelocactus in der Familie der Kakteengewächse (Cactaceae). Das Epitheton garciae ehrt den mexikanischen Gärtner Juan A. Garcia Luna am Cante Botanical Garden San Miguel de Allende Mexico.

## Beschreibung
Thelocactus conothelos subsp. garciae wächst einzeln oder auch in kleineren Gruppen und hat einen bis zu 8 Zentimeter hohen Körper mit einem Durchmesser von bis zu 12 Zentimetern. Die 8 bis 13 Rippen sind vollkommen in Warzen aufgelöst, welche spiralförmig angeordnet sind und an der Basis 1,5 Zentimeter hoch und breit sind. Die Areolen sind 3 bis 4 Millimeter lang und sitzen im blütenreicheren Teil an der Innenseite der Warzen. Die Randdornen unterscheiden sich in zwei Typen: 7 schwere, nadelförmige an der unteren Hälfte der Areolen verbreitet und 7 fein nadelige fast borstenförmige an der oberen Hälfte der Areolen verteilt. Die 4 Mitteldornen sind zwischen 3 und 6,7 Zentimeter lang. Die Oberen sind matt grau bis bräunlich und zum Teil etwas nach unten gebogen.
Die Blüten sind 3 bis 4 Zentimeter lang und bis zu 5,5 Zentimeter breit. Die Blütenfarbe variiert zwischen blass durchscheinend rosa, rosa, rosa mit dunklerem Mittelstreifen und seltener blass durchscheinend cremefarben. Die Früchte sind purpurrot und 2 Zentimeter lang und 1,3 Zentimeter breit. Sie haben dreieckigen Schuppen und springen trocken auf. Die Samen sind groß, 2 Millimeter lang und bis 5 Millimeter dick. Sie sind unregelmäßig gebogen mit schwarzer gehöckerter Testa.

## Verbreitung und Systematik
Thelocactus conothelos subsp. garciae ist im mexikanischen Bundesstaat Tamaulipas verbreitet.
Die Erstbeschreibung als Thelocactus garciae erfolgte 1997 durch Charles Edward Glass und Mario Mendoza-García. Alessandro Mosco und Carlo Zanovello stellten die Art als Unterart zur Art Thelocactus conothelos. Ein nomenklatorisches Synonym ist Torreycactus conothelos subsp. garciae (Glass) Doweld (2000).

## Nachweise